# Neoperla primitiva inutilis
Neoperla primitiva inutilis és una subespècie de l'insecte plecòpter Neoperla primitiva pertanyent a la família dels pèrlids. En el seu estadi immadur és aquàtic i viu a l'aigua dolça, mentre que com a adult és terrestre i volador. Es troba a Malèsia: les illes de Sumatra i Java.